# Dubitando di Thomas - Bugie e spie
Dubitando di Thomas - Bugie e spie (Spy School) è un film del 2008 diretto da Mark Blutman.

## Trama
Thomas è un ragazzino di dodici anni con un gran difetto: racconta sempre bugie. Un giorno, per caso, scopre che alcuni criminali vogliono rapire la figlia del Presidente degli Stati Uniti. Purtroppo nessuno crede alle sue parole. Non resta che un'unica soluzione: salvare da solo la ragazza.